# Channay
Channay és un municipi francès, situat al departament de la Costa d'Or i a la regió de Borgonya - Franc Comtat. L'any 2007 tenia 66 habitants.

## Demografia

### Població
El 2007 la població de fet de Channay era de 66 persones. Hi havia 28 famílies, de les quals 12 eren unipersonals (12 homes vivint sols), 8 parelles sense fills i 8 parelles amb fills.
La població ha evolucionat segons el següent gràfic:
Habitants censats

### Habitatges
El 2007 hi havia 52 habitatges, 28 eren l'habitatge principal de la família, 22 eren segones residències i 2 estaven desocupats. 51 eren cases i 1 era un apartament. Dels 28 habitatges principals, 26 estaven ocupats pels seus propietaris i 2 estaven llogats i ocupats pels llogaters; 3 tenien tres cambres, 7 en tenien quatre i 18 en tenien cinc o més. 19 habitatges disposaven pel capbaix d'una plaça de pàrquing. A 16 habitatges hi havia un automòbil i a 9 n'hi havia dos o més.

### Piràmide de població
La piràmide de població per edats i sexe el 2009 era:
| Homes | Edats   | Dones |
| ----- | ------- | ----- |
| 0     | 95 o +  | 0     |
| 0     | 90 a 94 | 0     |
| 0     | 85 a 89 | 0     |
| 1     | 80 a 84 | 0     |
| 4     | 75 a 79 | 2     |
| 1     | 70 a 74 | 4     |
| 1     | 65 a 69 | 1     |
| 2     | 60 a 64 | 1     |
| 2     | 55 a 59 | 0     |
| 4     | 50 a 54 | 1     |
| 0     | 45 a 49 | 2     |
| 4     | 40 a 44 | 3     |
| 4     | 35 a 39 | 4     |
| 2     | 30 a 34 | 2     |
| 2     | 25 a 29 | 2     |
| 1     | 20 a 24 | 1     |
| 1     | 15 a 19 | 2     |
| 4     | 10 a 14 | 4     |
| 3     | 5 a 9   | 5     |
| 3     | 0 a 4   | 3     |

## Economia
El 2007 la població en edat de treballar era de 37 persones, 26 eren actives i 11 eren inactives. De les 26 persones actives 25 estaven ocupades (13 homes i 12 dones) i 1 aturada (1 dona i 1 dona). De les 11 persones inactives 5 estaven jubilades, 4 estaven estudiant i 2 estaven classificades com a «altres inactius».
Activitats econòmiques
Dels 2 establiments que hi havia el 2007, 1 era d'una empresa de construcció i 1 d'una empresa de comerç i reparació d'automòbils.
L'únic servei als particulars que hi havia el 2009 era un paleta.
L'any 2000 a Channay hi havia 4 explotacions agrícoles.

## Poblacions més properes
El següent diagrama mostra les poblacions més properes.